# Lijst van musea in Duitsland
Hieronder volgt een (sorteerbare) lijst van musea/museums in Duitsland:
| Plaats                 | Deelstaat                 | Naam                                                              |
| ---------------------- | ------------------------- | ----------------------------------------------------------------- |
| Aken                   | Noordrijn-Westfalen       | Ludwig Forum für Internationale Kunst                             |
| Aken                   | Noordrijn-Westfalen       | Suermondt-Ludwig-Museum                                           |
| Arnstadt               | Thüringen                 | Schlossmuseum                                                     |
| Augsburg               | Beieren                   | Lettl-Atrium                                                      |
| Augsburg               | Beieren                   | Mozarthaus                                                        |
| Augsburg               | Beieren                   | Kunstmuseum Walter                                                |
| Bad Belzig             | Brandenburg               | Brandenburgisches Orgelmuseum                                     |
| Bad Frankenhausen      | Thüringen                 | Panorama Museum                                                   |
| Bad Köstritz           | Thüringen                 | Heinrich-Schütz-Haus                                              |
| Bad Liebenwerda        | Brandenburg               | Kreismuseum Bad Liebenwerda                                       |
| Bad Saarow             | Brandenburg               | Scharwenka Kulturforum                                            |
| Baden-Baden            | Baden-Württemberg         | Brahms-Haus                                                       |
| Baden-Baden            | Baden-Württemberg         | Museum Frieder Burda                                              |
| Baden-Baden            | Baden-Württemberg         | Staatliche Kunsthalle Baden-Baden                                 |
| Bamberg                | Beieren                   | E.T.A. Hoffmann-Haus                                              |
| Bayreuth               | Beieren                   | Franz-Liszt-Museum                                                |
| Bedburg-Hau            | Noordrijn-Westfalen       | Museum Schloss Moyland                                            |
| Beeskow                | Brandenburg               | Muziekmuseum                                                      |
| Berching               | Beieren                   | Heimatmuseum                                                      |
| Bergheim-Ahe           | Noordrijn-Westfalen       | Pianomuseum Haus Eller                                            |
| Berlijn                | Berlijn                   | Akademie der Künste                                               |
| Berlijn                | Berlijn                   | Alte Nationalgalerie                                              |
| Berlijn                | Berlijn                   | Altes Museum                                                      |
| Berlijn                | Berlijn                   | Bauhaus-Archiv                                                    |
| Berlijn                | Berlijn                   | Berlinische Galerie                                               |
| Berlijn                | Berlijn                   | Bode-Museum                                                       |
| Berlijn                | Berlijn                   | Brohan Museum                                                     |
| Berlijn                | Berlijn                   | Brücke Museum Berlin                                              |
| Berlijn                | Berlijn                   | Deutsche Guggenheim                                               |
| Berlijn                | Berlijn                   | Deutsches Historisches Museum                                     |
| Berlijn                | Berlijn                   | Deutsches Technikmuseum Berlin                                    |
| Berlijn                | Berlijn                   | Ethnologisches Museum                                             |
| Berlijn                | Berlijn                   | Filmmuseum Berlin                                                 |
| Berlijn                | Berlijn                   | Friedrichswerdersche Kirche                                       |
| Berlijn                | Berlijn                   | Gemäldegalerie                                                    |
| Berlijn                | Berlijn                   | Georg-Kolbe-Museum                                                |
| Berlijn                | Berlijn                   | Hamburger Bahnhof - Museum für Gegenwart                          |
| Berlijn                | Berlijn                   | Humboldt Museum                                                   |
| Berlijn                | Berlijn                   | Jüdisches Museum Berlin                                           |
| Berlijn                | Berlijn                   | Käthe-Kollwitz-Museum Berlin                                      |
| Berlijn                | Berlijn                   | Kunstgewerbemuseum                                                |
| Berlijn                | Berlijn                   | Kupferstichkabinett Berlin                                        |
| Berlijn                | Berlijn                   | Mies van der Rohe Haus                                            |
| Berlijn                | Berlijn                   | Museum Berggruen                                                  |
| Berlijn                | Berlijn                   | Museum Europäischer Kulturen                                      |
| Berlijn                | Berlijn                   | Museum für Asiatische Kunst                                       |
| Berlijn                | Berlijn                   | Museum für Fotografie                                             |
| Berlijn                | Berlijn                   | Museum für Kommunikation                                          |
| Berlijn                | Berlijn                   | Museum Haus am Checkpoint Charlie                                 |
| Berlijn                | Berlijn                   | Piano Salon Christophori                                          |
| Berlijn                | Berlijn                   | Ramones-Museum                                                    |
| Berlijn                | Berlijn                   | Sammlung Scharf-Gerstenberg                                       |
| Berlijn                | Berlijn                   | Neue Nationalgalerie                                              |
| Berlijn                | Berlijn                   | Neues Museum                                                      |
| Berlijn                | Berlijn                   | Pergamonmuseum                                                    |
| Berlijn                | Berlijn                   | Ägyptisches Museum Berlin                                         |
| Bernried               | Beieren                   | Museum der Phantasie                                              |
| Bielefeld              | Noordrijn-Westfalen       | Kunsthalle Bielefeld                                              |
| Bocholt                | Noordrijn-Westfalen       | Textilmuseum                                                      |
| Bocholt                | Noordrijn-Westfalen       | Stadtmuseum Bocholt                                               |
| Bonn                   | Noordrijn-Westfalen       | Beethoven-Haus                                                    |
| Bonn                   | Noordrijn-Westfalen       | Schumannhaus                                                      |
| Bonn                   | Noordrijn-Westfalen       | Kunstmuseum Bonn                                                  |
| Bonn                   | Noordrijn-Westfalen       | Kunst- und Ausstellungshalle der Bundesrepublik Deutschland       |
| Bonn                   | Noordrijn-Westfalen       | Museum Koenig                                                     |
| Bonn                   | Noordrijn-Westfalen       | LVR-LandesMuseum Bonn                                             |
| Bonn                   | Noordrijn-Westfalen       | Deutsches Museum Bonn                                             |
| Bönnigheim             | Baden-Württemberg         | Museum Charlotte Zander                                           |
| Borgentreich           | Noordrijn-Westfalen       | Orgelmuseum                                                       |
| Bottrop                | Noordrijn-Westfalen       | Quadrat Bottrop (o.a. Josef Albers Museum)                        |
| Bremen                 | Bremen                    | Kunsthalle Bremen                                                 |
| Bremen                 | Bremen                    | Neues Museum Weserburg Bremen                                     |
| Bremen                 | Bremen                    | Paula Modersohn-Becker Museum                                     |
| Bruchsal               | Baden-Württemberg         | Deutsches Musikautomaten-Museum                                   |
| Brühl                  | Noordrijn-Westfalen       | Max Ernst Museum                                                  |
| Buchen                 | Baden-Württemberg         | Bezirksmuseum Buchen                                              |
| Braunschweig           | Nedersaksen               | Herzog Anton Ulrich-Museum                                        |
| Braunschweig           | Nedersaksen               | Kunstverein Braunschweig                                          |
| Braunschweig           | Nedersaksen               | Museum für Photographie                                           |
| Coburg                 | Beieren                   | Kunstsammlungen der Veste Coburg                                  |
| Coswig                 | Saksen                    | Villa Teresa                                                      |
| Darmstadt              | Hessen                    | Hessisches Landesmuseum                                           |
| Dessau-Roßlau          | Saksen-Anhalt             | Kurt-Weill-Zentrum                                                |
| Dießen am Ammersee     | Beieren                   | Carl Orff Museum                                                  |
| Donauwörth             | Beieren                   | Werner-Egk-Begegnungsstätte                                       |
| Dortmund               | Noordrijn-Westfalen       | Museum Ostwall                                                    |
| Dresden                | Saksen                    | Staatliche Kunstsammlungen Dresden                                |
| Dresden                | Saksen                    | Kupferstichkabinett Dresden                                       |
| Dresden                | Saksen                    | Albertinum (Dresden)                                              |
| Dresden                | Saksen                    | Kunsthalle im Lipsius-Bau                                         |
| Duisburg               | Noordrijn-Westfalen       | Lehmbruck-Museum                                                  |
| Duisburg               | Noordrijn-Westfalen       | Cubus Kunsthalle                                                  |
| Duisburg               | Noordrijn-Westfalen       | Museum Küppersmühle für moderne Kunst                             |
| Düren                  | Noordrijn-Westfalen       | Leopold-Hoesch-Museum                                             |
| Düren                  | Noordrijn-Westfalen       | Papiermuseum Düren                                                |
| Düsseldorf             | Noordrijn-Westfalen       | Elvis-Presley-Museum (2011-2013)                                  |
| Düsseldorf             | Noordrijn-Westfalen       | Kunstsammlung Nordrhein-Westfalen                                 |
| Düsseldorf             | Noordrijn-Westfalen       | Kunsthalle Düsseldorf                                             |
| Düsseldorf             | Noordrijn-Westfalen       | Kunstmuseum Düsseldorf                                            |
| Düsseldorf             | Noordrijn-Westfalen       | Museum Kunstpalast                                                |
| Eisenach               | Thüringen                 | Bachhaus                                                          |
| Emden                  | Nedersaksen               | Kunsthalle Emden                                                  |
| Emmerik                | Noordrijn-Westfalen       | PAN-Kunstforum/Plakatmuseum                                       |
| Emmerik                | Noordrijn-Westfalen       | Rheinmuseum                                                       |
| Erlangen               | Beieren                   | Kunstpalais Erlangen                                              |
| Eslohe                 | Hoch Sauerland            | Heimat Museum                                                     |
| Essen                  | Noordrijn-Westfalen       | Museum Folkwang                                                   |
| Extertal               | Noordrijn-Westfalen       | Burg Sternberg met Klingendes Museum                              |
| Feuchtwangen           | Beieren                   | Sängermuseum                                                      |
| Frankfurt am Main      | Hessen                    | Fotografie Forum International                                    |
| Frankfurt am Main      | Hessen                    | Frankfurter Kunstverein                                           |
| Frankfurt am Main      | Hessen                    | Hindemith Kabinett                                                |
| Frankfurt am Main      | Hessen                    | Naturmuseum Senckenberg                                           |
| Frankfurt am Main      | Hessen                    | Schirn Kunsthalle Frankfurt                                       |
| Frankfurt am Main      | Hessen                    | Stadtische Galerie                                                |
| Frankfurt am Main      | Hessen                    | Städel Museum                                                     |
| Frankfurt am Main      | Hessen                    | Museum für Moderne Kunst                                          |
| Frauenstein            | Saksen                    | Gottfried-Silbermann-Museum                                       |
| Freiburg im Breisgau   | Baden-Württemberg         | Augustinermuseum                                                  |
| Friedberg              | Hessen                    | Wetterau-Museum                                                   |
| Garmisch-Partenkirchen | Beieren                   | Richard-Strauss-Institut                                          |
| Gelsenkirchen          | Noordrijn-Westfalen       | Kunstmuseum Gelsenkirchen                                         |
| Gera                   | Thüringen                 | Kunstsammlung Gera Museum Otto Dix Haus                           |
| Goch                   | Noordrijn-Westfalen       | Museum Goch                                                       |
| Goslar                 | Nedersaksen               | Musikinstrumente- und Puppenmuseum (?-2011)                       |
| Goslar                 | Nedersaksen               | Mönchehaus Museum Goslar                                          |
| Graupa, Dresden        | Saksen                    | Richard-Wagner-Stätten                                            |
| Großrückerswalde       | Saksen                    | Mauersberger-Museum                                               |
| Großschönau            | Saksen                    | Deutsches Damast- und Frottiermuseum                              |
| Gronau                 | Noordrijn-Westfalen       | rock'n'popmuseum                                                  |
| Hagen                  | Noordrijn-Westfalen       | Karl Ernst Osthaus Museum                                         |
| Halle (Saale)          | Saksen-Anhalt             | Beatles Museum                                                    |
| Halle (Saale)          | Saksen-Anhalt             | Stiftung Moritzburg                                               |
| Halle (Saale)          | Saksen-Anhalt             | Wilhelm-Friedemann-Bach-Haus                                      |
| Hamburg                | Hamburg                   | Beatlemania Hamburg (2009-2012)                                   |
| Hamburg                | Hamburg                   | Brahms-Museum                                                     |
| Hamburg                | Hamburg                   | Carl Philipp Emanuel Bach Museum                                  |
| Hamburg                | Hamburg                   | Deichtorhallen Hamburg: Haus der Photographie                     |
| Hamburg                | Hamburg                   | Fanny & Felix Mendelssohn Museum                                  |
| Hamburg                | Hamburg                   | Gustav Mahler-Museum                                              |
| Hamburg                | Hamburg                   | Hamburger Kunsthalle                                              |
| Hamburg                | Hamburg                   | Jazz-Museum Bix Eiben (1987-2013)                                 |
| Hamburg                | Hamburg                   | Johann Adolf Hasse Museum                                         |
| Hamburg                | Hamburg                   | Kunstverein in Hamburg                                            |
| Hamburg                | Hamburg                   | Museum fur Kunst und Gewerbe                                      |
| Hamburg                | Hamburg                   | Telemann-Museum                                                   |
| Hannover               | Nedersaksen               | Kunstverein Hannover                                              |
| Hannover               | Nedersaksen               | Niedersächsisches Landesmuseum                                    |
| Hannover               | Nedersaksen               | Sprengel-Museum                                                   |
| Hannover               | Nedersaksen               | Wilhelm-Busch-Museum                                              |
| Hattingen-Blankenstein | Noordrijn-Westfalen       | Haus Kemnade met museum over muziekinstrumenten en betaalmiddelen |
| Heide                  | Sleeswijk-Holstein        | Brahms-Haus                                                       |
| Hermeskeil             | Rijnland-Palts            | Flugausstellung L. + P. Junior                                    |
| Herne                  | Noordrijn-Westfalen       | Westfälisches Landesmuseum für Archäologie                        |
| Jena                   | Thüringen                 | Städtische Museen Jena                                            |
| Kalkar                 | Noordrijn-Westfalen       | Städtisches Museum                                                |
| Kalkar                 | Noordrijn-Westfalen       | Heimatmuseum Grieth                                               |
| Kalkar                 | Noordrijn-Westfalen       | Stiftsmuseum Wissel                                               |
| Karlsruhe              | Baden-Württemberg         | Center for Art and Media                                          |
| Karlsruhe              | Baden-Württemberg         | Staatliche Kunsthalle Karlsruhe                                   |
| Karlsruhe              | Baden-Württemberg         | Städtische Galerie Karlsruhe                                      |
| Kassel                 | Hessen                    | Fridericianum                                                     |
| Kassel                 | Hessen                    | Spohr-Museum                                                      |
| Kassel                 | Hessen                    | Staatliche Museen Kassel                                          |
| Keulen                 | Noordrijn-Westfalen       | Käthe-Kollwitz-Museum Köln                                        |
| Keulen                 | Noordrijn-Westfalen       | Museum Ludwig                                                     |
| Keulen                 | Noordrijn-Westfalen       | Römisch-Germanisches Museum                                       |
| Keulen                 | Noordrijn-Westfalen       | Wallraf-Richartz-Museum                                           |
| Kevelaer               | Noordrijn-Westfalen       | Niederrheinisches Museum für Volkskunde und Kulturgeschichte e.V. |
| Kiel                   | Sleeswijk-Holstein        | Kunsthalle zu Kiel                                                |
| Kleef                  | Noordrijn-Westfalen       | Museum Kurhaus Kleef                                              |
| Kleef                  | Noordrijn-Westfalen       | Haus Koekkoek                                                     |
| Klosterhäseler         | Saksen-Anhalt             | Orgelbaumuseum Klosterhäseler                                     |
| Koblenz                | Rijnland-Palts            | Ludwig Museum im Deutschherrenhaus                                |
| Koblenz                | Rijnland-Palts            | Mutter-Beethoven-Haus                                             |
| Koblenz                | Rijnland-Palts            | Wehrtechnische Studiensammlung Koblenz                            |
| Koblenz                | Rijnland-Palts            | DB Museum Koblenz                                                 |
| Kochel am See          | Beieren                   | Franz Marc Museum                                                 |
| Köthen                 | Saksen-Anhalt             | Historisches Museum & Bachgedenkstätte                            |
| Kranenburg             | Noordrijn-Westfalen       | Museum Katharinenhof                                              |
| Krefeld                | Noordrijn-Westfalen       | Deutsches Textilmuseum                                            |
| Krefeld                | Noordrijn-Westfalen       | Kaiser Wilhelm Museum                                             |
| Krefeld                | Noordrijn-Westfalen       | Museum Haus Lange                                                 |
| Krefeld                | Noordrijn-Westfalen       | Museum Haus Esters                                                |
| Kröpelin               | Mecklenburg-Voor-Pommeren | Ostrockmuseum                                                     |
| Lautlingen             | Baden-Württemberg         | Musikhistorische Sammlung Jehle                                   |
| Leipzig                | Saksen                    | Bach-Museum                                                       |
| Leipzig                | Saksen                    | Galerie für Zeitgenössische Kunst Leipzig                         |
| Leipzig                | Saksen                    | Grieg-Begegnungsstätte                                            |
| Leipzig                | Saksen                    | Mendelssohn-Haus                                                  |
| Leipzig                | Saksen                    | Museum der Bildenden Kunste                                       |
| Leipzig                | Saksen                    | Muziekinstrumentenmuseum                                          |
| Leipzig                | Saksen                    | Naturkundemuseum Leipzig                                          |
| Leipzig                | Saksen                    | Schumann-Haus                                                     |
| Leipzig                | Saksen                    | Zeitgeschichtliches Forum Leipzig                                 |
| Leverkusen             | Noordrijn-Westfalen       | Museum Morsbroich                                                 |
| Löbejün                | Saksen-Anhalt             | Carl-Loewe-Museum                                                 |
| Lübeck                 | Sleeswijk-Holstein        | Brahms-Institut                                                   |
| Lübeck                 | Sleeswijk-Holstein        | St. Annen-Museum                                                  |
| Lübeck                 | Sleeswijk-Holstein        | Kunsthalle St. Annen                                              |
| Lüchow                 | Nedersaksen               | Stones Fan Museum                                                 |
| Luckenwalde            | Brandenburg               | Kunsthalle Vierseithof                                            |
| Malchow                | Mecklenburg-Voor-Pommeren | Mecklenburgisches Orgelmuseum                                     |
| Markneukirchen         | Saksen                    | Muziekinstrumentenmuseum                                          |
| Mannheim               | Baden-Württemberg         | Kunsthalle Mannheim                                               |
| Mannheim               | Baden-Württemberg         | Reiss-Engelhorn-Musea                                             |
| Marl                   | Noordrijn-Westfalen       | Skulpturenmuseum Glaskasten                                       |
| Mittenwald             | Beieren                   | Vioolbouwmuseum                                                   |
| Mönchengladbach        | Noordrijn-Westfalen       | Museum Abteiberg                                                  |
| Müglitztal             | Saksen                    | Lindenmuseum Clara Schumann                                       |
| München                | Beieren                   | Alte Pinakothek                                                   |
| München                | Beieren                   | Museum Brandhorst                                                 |
| München                | Beieren                   | Glyptothek München                                                |
| München                | Beieren                   | Staatliche Graphische Sammlung                                    |
| München                | Beieren                   | Architekturmuseum der Technischen Universitat                     |
| München                | Beieren                   | Bayerisches Nationalmuseum                                        |
| München                | Beieren                   | Haus der Kunst                                                    |
| München                | Beieren                   | Kunsthalle der Hypo-Kulturstiftung                                |
| München                | Beieren                   | Städtische Galerie im Lenbachhaus                                 |
| München                | Beieren                   | Museum Villa Stuck                                                |
| München                | Beieren                   | Neue Pinakothek                                                   |
| München                | Beieren                   | Pinakothek der Moderne                                            |
| München                | Beieren                   | Rockmuseum Munich                                                 |
| München                | Beieren                   | Stadtmuseum                                                       |
| Münster                | Noordrijn-Westfalen       | Orgelmuseum Fleiter                                               |
| Münster                | Noordrijn-Westfalen       | Stadtmuseum                                                       |
| Murnau am Staffelsee   | Beieren                   | SchlossMuseum Mürnau                                              |
| Neukirchen             | Nedersaksen               | Nolde Museum                                                      |
| Neuss                  | Noordrijn-Westfalen       | Museum Insel Hombroich                                            |
| Neurenberg             | Beieren                   | Albrecht-Dürer-Haus                                               |
| Neurenberg             | Beieren                   | Germanisches Nationalmuseum                                       |
| Neurenberg             | Beieren                   | Kunsthalle Nürnberg                                               |
| Neurenberg             | Beieren                   | Museum TucherSchloss                                              |
| Neurenberg             | Beieren                   | Neues Museum Nürnberg                                             |
| Neurenberg             | Beieren                   | Verkehrsmuseum Nürnberg                                           |
| Oberhausen             | Noordrijn-Westfalen       | Ludwig Galerie Schloss Oberhausen                                 |
| Oldenburg              | Nedersaksen               | Horst-Janssen-Museum                                              |
| Ortenberg              | Hessen                    | Muziekinstrumentenmuseum                                          |
| Osnabrück              | Nedersaksen               | Felix-Nussbaum-Haus                                               |
| Osnabrück              | Nedersaksen               | Kunsthalle Dominikanerkirche                                      |
| Ostheim vor der Rhön   | Beieren                   | Orgelbouwmuseum                                                   |
| Rain am Lech           | Beieren                   | Gebrüder-Lachner-Museum                                           |
| Ratzeburg              | Sleeswijk-Holstein        | Paul Weber Museum                                                 |
| Recklinghausen         | Noordrijn-Westfalen       | Kunsthalle Recklinghausen                                         |
| Rees                   | Noordrijn-Westfalen       | Städtisches Koenraad Bosman Museum                                |
| Regensburg             | Beieren                   | Museum Ostdeutsche Galerie                                        |
| Rolandseck (Remagen)   | Rijnland-Palts            | Arp Museum Bahnhof Rolandseck                                     |
| Rostock                | Mecklenburg-Voor-Pommeren | Kunsthalle Rostock                                                |
| Rüdesheim am Rhein     | Hessen                    | Siegfrieds Mechanisches Musikkabinett                             |
| Saarbrücken            | Saarland                  | Saarland Museum                                                   |
| Saarlouis              | Saarland                  | Haus Ludwig für Kunstausstellungen Saarlouis                      |
| Schwabach              | Beieren                   | Stadsmuseum Schwabach                                             |
| Schwäbisch Hall        | Baden-Württemberg         | Kunsthalle Würth                                                  |
| Schwarmstedt           | Nedersaksen               | Harry's klingendes Museum                                         |
| Schleswich             | Sleeswijk-Holstein        | Schloss Gottorf                                                   |
| Schweinfurt            | Beieren                   | Museum Georg Schafer                                              |
| Schwerin               | Mecklenburg-Voor-Pommeren | Staatliches Museum                                                |
| Siegen                 | Noordrijn-Westfalen       | Kunstmuseum Siegen                                                |
| Stuttgart              | Baden-Württemberg         | Haus der Musik                                                    |
| Stuttgart              | Baden-Württemberg         | Staatsgalerie Stuttgart                                           |
| Teuchern               | Saksen-Anhalt             | Reinhard-Keiser-Gedenkstätte                                      |
| Thallichtenberg        | Rijnland-Palts            | Musikantenland-Museum                                             |
| Trier                  | Rijnland-Palts            | Museum Karl-Marx-Haus                                             |
| Trossingen             | Baden-Württemberg         | Deutsches Harmonikamuseum                                         |
| Tübingen               | Baden-Württemberg         | Kunsthalle Tübingen                                               |
| Valley                 | Beieren                   | Orgelzentrum Valley                                               |
| Ulm                    | Baden-Württemberg         | Kunsthalle Weishaupt                                              |
| Waldkirch              | Baden-Württemberg         | Elztalmuseum                                                      |
| Weener                 | Nedersaksen               | Organeum                                                          |
| Weil am Rhein          | Baden-Württemberg         | Vitra Design Museum                                               |
| Weinstadt-Schnait      | Baden-Württemberg         | Silcher-Museum                                                    |
| Weimar                 | Thüringen                 | Liszt-Haus                                                        |
| Weimar                 | Thüringen                 | Kunstsammlungen zu Weimar                                         |
| Weißenfels             | Saksen-Anhalt             | Heinrich-Schütz-Haus                                              |
| Wechmar                | Thüringen                 | Bach-Stammhaus                                                    |
| Wiesbaden              | Hessen                    | Museum Wiesbaden                                                  |
| Wilhelmshaven          | Nedersaksen               | Kunsthalle Wilhelmshaven                                          |
| Windesheim             | Rijnland-Palts            | OrgelARTmuseum                                                    |
| Wolfsburg              | Nedersaksen               | Kunstmuseum Wolfsburg                                             |
| Wuppertal              | Noordrijn-Westfalen       | Von der Heydt-Museum                                              |
| Würzburg               | Beieren                   | Museum im Kulturspeicher                                          |
| Xanten                 | Noordrijn-Westfalen       | Archeologisch Park Xanten                                         |
| Zwickau                | Saksen                    | Robert-Schumann-Haus                                              |